# Кам'янка (Пологівський район)
Ка́м'янка (в 1845—1926 та 1930—1935 — Царекостянтинівка, в 1926—1930 — Першотравневе, в 1935—2016 — Куйбишеве, в 2016—2021 — Більмак) — селище в Україні, у Пологівському районі Запорізької області, адміністративний центр Більмацької селищної громади. Населення становить 6940 осіб (2018).

## Географія
Селище міського типу Кам'янка розташоване на берегах річки Кам'янка, неподалік від її джерела, нижче за течією на відстані 8,5 км знаходиться село Веселоіванівське. Селищем протікає кілька пересихаючих струмків з загатами. Через селище проходять автошлях національного значення Н08 та автошлях територіального значення Т 0819. Відстань до обласного центру становить 138 км (автошляхом Н08). Поруч проходить залізниця, станція Комиш-Зоря (за 5,5 км).

## Назва
Колишні назви: с. Кам'янка (з 1782 року), с. Царекостянтинівка (з 1845 року), с. Першотравневе (з 1926 року), с. Царекостянтинівка (з 1930 року), смт Куйбишеве (1935—2016), смт Більмак (2016 — 06.10.2021).
У травні 2016 році селище перейменоване на Більмак відповідно до закону України про декомунізацію, але мешканці селища вимагали від місцевих депутатів скасувати своє рішення, а Верховну Раду України затвердити нову (історичну) назву — Кам'янка.
15 грудня 2016 року, під час засідання 10-ї сесії Запорізької обласної ради сьомого скликання депутати підтримали пропозицію про перейменування селища міського типу Більмак та Більмацького району. Відповідне звернення обласної ради направлено до Верховної Ради України про перейменування смт Більмак у Кам'янку, а Більмацького району — на Кам'янський район Запорізької області.
Наприкінці вересня 2020 року на перелік рішень, запропонованих до розгляду 39-ї позачергової сесії Запорізької обласної ради сьомого скликання депутати облради знову подали клопотання перед Верховною Радою України про перейменування селища міського типу Більмак у Кам'янку. Головною підставою для цього вважається «прикра помилка» у назві селища, яка була зроблена, коли його перейменували з Куйбишевого в рамках декомунізації. Український інститут національної пам'яті у своєму листі від 11 лютого 2016 року до Куйбишевського селищного голови Будника П. І. рекомендував змінити назву селища Куйбишеве на Бельмачанське з використанням топоніма Бельмак, але рішенням Куйбишевської селищної ради пропозицію було відхилено і запропоновано назву Більмак.
Історична назва Більмак не стосується географії та історії селища, адже об'єкт Бельмак-могила розташований поблизу має інше написання, а жителів назва ображає, оскільки «більмак» — це людина з більмом на оці. Натомість назва Кам'янка безпосередньо стосується історії селища. Воно розташоване у верхів'ї річки Кам'янка, і найдавніша його назва також була Кам'янка.
19 травня 2021 року зміну назви підтримали на всіх рівнях, а також у Верховній Раді України. За перейменування проголосували спочатку в районній раді, а потім і в Запорізькій обласній раді. Проти виступав Інститут національної пам'яті. В результаті в профільному комітеті Верховної Ради України таки розглянули звернення Запорізької обласної ради про перейменування міста Більмак в Кам'янку.
6 жовтня 2021 року Верховна Рада України проголосувала за перейменування селища Більмак у селище Кам'янка.

## Історія
Про заселення цієї місцевості в давні часи свідчать знайдені тут знаряддя праці доби палеоліту. Поблизу селища на Бельмак-могилі (327 м над рівнем моря) зберігся курган Гостра могила, навколо якого є ще 7 невеликих курганів періоду бронзи.
Засноване 1782 року. У той час переселенці з Полтавської губернії на березі річки Кам'янки заснували казенну слободу і за назвою річки найменували Кам'янкою. На карті Новоросійського краю, виданій у першій половині XIX століття, село позначене під назвою Більманка (від Бельмак-могили), пізніше його перейменували на Царекостянтинівку.
Населення стало швидко зростати шляхом переселення державних селян із північних губерній України. 1795 року в селі проживало 159 чоловіків та 130 жінок. За громадою числилося 18 890 десятин землі. Переселенці займалися тваринництвом та землеробством.
У 1859 році тут уже налічувалося 605 дворів, де проживало 4451 особа. Щільність населення пояснювалася родючістю ґрунтів, наявністю багатих соковитими травами пасовиськ та достатком прісної води. Притягували селян і відносні вільності, завдяки яким становище селян, хоч і переобтяжених податками, було дещо легшим, ніж покріпачених.
У час перепису 1897 року Царекостянтинівка вже була значним населеним пунктом, центром волості. Тут налічувалося 1188 дворів, проживало 8188 мешканців. За громадою числилося 14 050 десятин придатної для обробітку землі.
Село мало убогий вигляд. Хати селян були розкидані понад річкою Кам'янкою та її притоками серед тернових чагарників і високих степових трав. Будували їх з глини, вкривали соломою, подекуди — очеретом. Медичного обслуговування майже ніякого не було. Лікар, який жив у Кінських Роздорах, обслуговував 5 волостей і 2 єврейські колонії з населенням 16,5 тис. осіб. Він, звичайно, не міг охопити кваліфікованою допомогою всіх хворих, тому населення змушене було лікуватися народними засобами.
У 1899 році в селі діяло 39 дрібних ремісничих майстерень. У 1908 році кількість громадської надільної землі зменшилась проти 1795 року на 4,5 тис. десятин, тоді як кількість жителів зросла до 9,4 тис. осіб. Це було наслідком впровадження столипінської реформи, під час якої багато заможних селян виділилося на хутори. Розмір наділу на чоловічу душу зменшився і становив 3,5 десятини. Десятки бідняцьких родин у пошуках кращого життя переселилися в цей час з села на Урал і до Сибіру, інші, шукаючи виходу зі злиденного становища, займалися різними промислами. Так, наприкінці XIX століття 90 селянських дворів займалися шевським, кравецьким, ковальським, чинбарним, бондарним та іншими промислами.
Напередодні Першої світової війни Царекостянтинівка була великим волосним селом, що налічувало 1253 двори, де проживала 7571 особа, але вигляд вона мала убогий — сотні хат і землянок були під солом'яними стріхами та земляною покрівлею, лише третина будинків — під черепицею, хоч в 1913 році тут виготовляли дешеву цементну черепицю три заводи. Та бідняки не мали змоги її придбати.
2 квітня 1935 року село Царекостянтинівка було перейменоване на Куйбишеве на честь радянського державного діяча Валеріана Куйбишева.
З 10 січня 1939 року район включений до складу Запорізької області. Радянські війська відійшли з Куйбишевого 6 жовтня 1941 року.
30 грудня 2014 року у селищі невідомі активісти завалили пам'ятник Леніну.
12 червня 2020 року, відповідно до розпорядження Кабінету Міністрів України № 713-р «Про визначення адміністративних центрів та затвердження територій територіальних громад Запорізької області», увійшло до складу Більмацької селищної громади.
17 липня 2020 року, в результаті адміністративно-територіальної реформи та ліквідації  Більмацького району увійшло до складу Пологівського району.
З початку російського вторгнення в Україну, селище перебуває під тимчасовою окупацією.
В ніч на 27 серпня 2022 року російські окупанти обстріляли селище Кам'янка. Внаслідок обстрілів був частково зруйнований чотириповерховий житловий будинок, під завалами якого загинули п’ятеро місцевих мешканців. Перед  обстрілом окупанти заздалегідь прибрали всю свою техніку і військових з блок-поста і з училища напроти, де до цього вони розміщувались, а потім влаштували теракт проти місцевих мешканців.

## Населення

### Чисельність населення
| Роки              | 1959 | 1979 | 1989 | 2001 | 2016 |
| Чисельність, осіб | 7018 | 7914 | 8856 | 8134 | 7152 |
| ----------------- | ---- | ---- | ---- | ---- | ---- |

### Мова
Розподіл населення за рідною мовою за даними перепису 2001 року:
| Мова            | Кількість | Відсоток |
| --------------- | --------- | -------- |
| українська      | 7498      | 92.76%   |
| російська       | 552       | 6.83%    |
| білоруська      | 15        | 0.19%    |
| румунська       | 9         | 0.11%    |
| болгарська      | 1         | 0.01%    |
| німецька        | 1         | 0.01%    |
| грецька         | 1         | 0.01%    |
| інші/не вказали | 6         | 0.08%    |
| Усього          | 8083      | 100%     |

## Економіка
- ВАТ «Кам'янська птахофабрика»
- ТОВ «Україна»
- Аеродром сільськогосподарської авіації «Більмак»
- ТОВ «Смак»
- Більмацький держлісгосп
- Кам'янський цегельний завод
- ТОВ «Колос-2007»
- ТОВ «Скіф-XXX»
- ПП «Бізон»
- ПП «Макарь»

## Об'єкти соціальної сфери
- Кам'янська загальноосвітня школа I—III ступенів
- Кам'янська спеціалізована загальноосвітня школа «Інтелект»
- Дитячий дошкільний навчальний заклад «Сонечко»
- Дитячий дошкільний навчальний заклад «Топольок»
- КНП «Більмацька РЛ»
- Професійно-технічний ліцей № 59
- Стадіон «Метеор»
- Дитячий ігровий майданчик
- Міський парк культури та відпочинку
- Центральний сквер

## Відомі особи
- Хана Орлова (1888-1968) — французька скульпторка українського єврейського походження.
- Гнатуша Володимир Юрійович 1990—2014) — солдат Збройних сил України, учасник російсько-української війни.
- Шумейко Микола Миколайович (1984—2014) — солдат Збройних сил України, учасник російсько-української війни, загинув під Іловайськом.
- Боговін Віталій Вікторович (нар. 17 серпня 1969 року, у смт) — підприємець в аграрній сфері, колишній очільник Запорізької ОДА, співвласник групи компаній BKW Group.